# Mille Haslev Nordbye
Mille Haslev Nordbye (Lillehammer, 6 de marzo de 2001) es una deportista noruega que compite en curling. Ganó una medalla de plata en el Campeonato Mundial de Curling Femenino de 2023 y una medalla de bronce en el Campeonato Europeo de Curling Femenino de 2023.

## Palmarés internacional
| Campeonato Mundial | Campeonato Mundial     | Campeonato Mundial | Campeonato Mundial |
| Año                | Lugar                  | Medalla            | Prueba             |
| ------------------ | ---------------------- | ------------------ | ------------------ |
| 2023               | Sandviken (Suecia)     | Medalla de plata   | Equipo             |
| Campeonato Europeo |                        |                    |                    |
| Año                | Lugar                  | Medalla            | Prueba             |
| 2023               | Aberdeen (Reino Unido) | Medalla de bronce  | Equipo             |